# Накашидзе, Нино Иосифовна
Нино Иосифовна Накашидзе (Урождённая Антадзе, груз. ნინო იოსების ასული ნაკაშიძე; 1 января 1872, село Бахви, Кутаисская губерния — 2 июля 1963, Тбилиси) — грузинская советская детская писательница и переводчик, редактор.

## Биография
В 1892 году окончила Тифлисский акушерский институт. В 1898 в Москве познакомилась с Л. Н. Толстым; полностью разделила его педагогические взгляды. Вместе с мужем — писателем Ильёй Накашидзе несколько раз гостила в Ясной Поляне, переписывалась с классиком. Илья Петрович выполнял поручения писателя по оказанию помощи духоборам и голодающим, собирал материал для повести «Хаджи-Мурат», писал о Гурийском восстании, которому сочувствовал Л. Толстой.
С 1904 года сотрудничала в детском журнале «Накадули», с 1910 по 1928 год была его редактором.
Принимала активное участие в политической деятельности, участница революции 1905—1907 годов в России. Подвергалась преследованиям царскими властями. В 1908 году была выслана в Вятскую губернию.
Именем Ильи и Нино Накашидзе названа улица в Тбилиси.

## Творчество
В 1908 году опубликовала пьесу «Кто виноват?», принесшую ей известность. Деятельность Н. Накашидзе стала особенно плодотворной после Октябрьской революции 1917 года.
Её рассказы («Каким был мальчик Тома», «Аришка», «Приключения Девико и Темико» и др.) пронизаны любовью к родине, благородными чувствами дружбы народов.
Перевела на грузинский язык рассказы Толстого, а также сказки Х. К. Андерсена, оставила воспоминания о Л. Н. Толстом.

## Избранная библиография
- Угу и Тет. Повесть, Тбилиси, 1959; Сунджа, М., 1964.